# Оригинальный русский балет
Оригина́льный ру́сский бале́т, также Орижина́ль балле́ рюс (фр. Original Ballet Russe) — названия двух балетных компаний: 
- декабрь 1939 — ноябрь 1948 — труппа полковника Василия де Базиля. Передвижной балетный театр, выступавший на гастролях в Австралии, Новой Зеландии, США, Канаде, Мексике, на Кубе, в странах Южной Америки и Западной Европы. После распада труппы Русского балета Дягилева наряду с Русским балетом Монте-Карло — одна из крупнейших русских балетных трупп за рубежом 1-й половины XX века.
- октябрь 1951 — январь 1952 — кратковременная и неудачная попытка восстановления труппы в Великобритании под руководством Жоржа Кирста (George Kirsta) и Всеволода Григорьева после смерти полковника де Базиля.

## История преемственности
Вопрос о том, кто станет наследником труппы Русский балет Дягилева обсуждался ещё при жизни С. П. Дягилева. Правопреемником стал Русский балет Монте-Карло — антреприза Рене Блюма и полковника де Базиля, давшая первое представление в 1932 году, из которой в мае 1935 года выделилась труппа полковника де Базиля, выступавшая под различными названиями. Основным и наиболее узнаваемым из них стало Русский балет полковника де Базиля (или Балле рюс дю колонель де Базиль фр. Les Ballets russes du Colonel W. de Basil, англ. Соlоnel W. de Basil’s Russian Ballet, май 1935 — декабрь 1939). Её главными конкурентами выступали труппы Балеты Монте-Карло Рене Блюма (фр. Les Ballets de Monte Carlo, январь 1936 — февраль 1938) и Русский балет Монте-Карло Сержа Дэнема (фр. Le Ballet russe de Monte Carlo, март 1938 — 1963).

## Названия трупп де Базиля
Ввиду частого изменения названий труппы полковника Василия де Базиля наблюдается путаница в их точном указании источниками. Например, в случае с премьерой балета М. М. Фокина «Паганини» 1939 года в Ковент-Гардене в Лондоне труппа выступала под названием Русский балет Ковент-Гардена (англ. Covent Garden Russian Ballet), поскольку была аффилирована данному театру. В Австралии премьера «Паганини» прошла 30 декабря 1939 года, когда впервые труппа выступила под изменённым названием Оригинальный русский балет. В последующие годы в гастрольных поездках в США, Канаде, Австралии и странах Южной Америки балет «Паганини» исполнялся труппой Оригинальный русский балет (фр. Original Ballet Russe, Орижиналь балле рюс). При наблюдающейся путанице имеются ошибочные указания на то, что премьера в Ковент-Гардене была представлена труппой Орижиналь балле рюс.
О разнообразии наименований можно судить по 3 гастрольным поездкам в Австралию — Австралазия турне (англ. Australasian Tour) — в первых двух выступления также проходили в Новой Зеландии:
- октябрь 1936 — июль 1937, Русский балет Монте-Карло полковника Василия де Базиля (англ. Colonel W. de Basil's Monte Carlo Russian Ballet), также в сокращённом варианте Русский балет Монте-Карло (англ. Monte Carlo Russian Ballet)[7]
- сентябрь 1938 — апрель 1939, Русский балет Ковент-Гардена полковника В. де Базиля (или Ковент-Гарден балле рюс[2], англ. Colonel W. de Basil's Covent Garden Russian Ballet)[7]
- декабрь 1939 — август 1940, Русский балет Ковент-Гардена полковника В. де Базиля, Балетная компания полковника В. де Базиля (англ. Colonel W. de Basil’s Ballet Company), также Оригинальный русский балет (фр. Original Ballet Russe)[7]

В третьем турне по Австралии использовались три различных названия. Кроме того в 1938—1939 годах во время крупного конфликта с де Базилем часть его труппы гастролировала в Австралии и Новой Зеландии под названием Русский балет Ковент-Гардена, когда другая её часть отделилась, выступая в Европе под названием Образовательный балет (или Эдьюкейшонал балле, англ. Еducational Ballet). Объединяло все эти труппы общее руководство Василием де Базилем и общая режиссёрская работа Сергея Григорьева. Балетмейстеры и состав танцовщиков менялись. Постоянным сотрудником этих трупп была супруга Сергея Григорьева Любовь Чернышёва.

## Оригинальный русский балет
Под названием Оригинальный русский балет труппа де Базиля впервые выступила в третьем турне по городам Австралии (Сидней, Мельбурн, Аделаида, Брисбен), длившемся с декабря 1939 года по август 1940 года, когда полковник де Базиль впервые посетил этот материк со своей труппой. Под этим же названием труппа гастролировала в 1940 году в США и Канаде, затем с января 1942 года по август 1946 года в Южной и Центральной Америке, возобновив турне в США только в сентябре 1946 года, где провела большой сезон при поддержке маркиза де Куэваса (de Cuevas). Оригинальный русский балет главным образом представлял репертуар Русского балета Дягилева. Среди новых постановок были представлены балеты Д. Лишина, в частности мировая премьера «Выпускного бала» (1940 Сидней, Австралия, но по данным Е. Я. Суриц первый показ прошёл в Ковент-Гардене летом 1938 года силами труппы Общеобразовательный балет), Джорджа Баланчина, Иво Псота (I. Psota) и Джона Тараса (J. Taras). Состав труппы не был постоянным и изменялся из года в год. Более или менее продолжительное время в труппе выступали Альберто Алонсо, Ирина Баронова, Вера Волкова, Антон Долин, Андре Эглевский, Серж Лифарь, Алисия Маркова, Ф. Монсьон (Moncion), В. Немчинова, Татьяна Рябушинская, Юрий Скибин, Тамара Туманова, Розелла Хайтауэр.
Третьи австралийские гастроли 1939/1940
Труппа отплыла в Австралию 20 ноября, вскоре после начала войны и прибыла туда 26 декабря.
Балетмейстером труппы выступали Серж Лифарь и Давид Лишин, дирижёром — Антал Дорати, режиссёром — Сергей Григорьев. Лифарь восстановил свой балет «Икар», привлёкший внимание необычностью идею (он исполнялся без музыки, под ритм, отбивавшийся танцорами), а также переставил балет Мясина «Прекрасный Дунай», на который труппа с уходом автора более не имела прав. Как танцовщик Лифарь, будучи не в форме, поначалу успеха не имел, однако он начал активно заниматься и репетировать и вскоре смог завоевать внимание публики. Не имея долгосрочного контракта, через месяц он, к сожалению Григорьева, решил вернуться в Париж. После этого партию Икара с успехом исполнял Роман Ясинский.
Балерины
Впервые с первого сезона 1932 года к труппе вновь присоединилась Тамара Туманова. Также спектакли вели Татьяна Рябушинская, Любовь Чернышёва, Соно Осато. Артистки: Мария Азрова, Татьяна Бешенова, Кира Бунина, Нина Вершинина, Анна Волкова, Нина Головина, Маргарита Гончарова, Тамара Григорьева, Александра Денисова, Ирина Зарова, Любовь Златина, Лидия Куприна, Ирина Лаврова, Анна Леонтьева, Татьяна Лескова, Елена Линёва, Людмила Львова, Наташа Мельникова, Ольга Морисова, Женевьева Мулен, Вера Нелидова, Вера Немчинова, Лара Обиденна, Соня Орлова, Нина Попова, Галина Разумова, Марина Светлова, Надя Смирнова, Наташа Собинова, Татьяна Степанова.
Танцовщики
Георгий Александров, Х. Алжеранов, Альберто Алонсо, Лоранд Андагази, Борис Бельский, Эдуард Борованский, Кирилл Васильковский, Антон Власов, Николай Иванжин, Сергей Измайлов, Владимир Ирман, Мариан Ладре, Юрий Лазовский, Давид Лишин, Серж Лифарь, Нарцисс Матушак, Василий Николаев, Николай Орлов, Михаил Панаев, Петров, Павел, Дмитрий Ростов, Борислав Рюнанин, Юрий Скибин, Святослав Тумин, Олег Тупин, Игорь Швецов, Сергей Юнгер, Роман Ясинский.
Репертуар австралийских гастролей 1939/1940 по хореографам
Во время гастролей Оригинального русского балета в Австралии 1939—1940 годов были показаны 32 балета, в том числе 5 мировых премьер. 12 представлений полюбились публике и повторно исполнялись в выступлениях последующих годов. Труппа знакомила зрителей как с наследием классической школы русского балета, так и с современными постановками:
- Серж Лифарь — «Прекрасный Дунай»[2][5](переделка балета Мясина), «Икар», «Павана» (мировая премьера[7])
- Давид Лишин — «Выпускной бал» (мировая премьера[7]), «Нищенствующие боги», «Павильон», «Протей», «Франческа да Римини»
- Леонид Мясин — «Женщины в хорошем настроении», «Предзнаменования», «Фантастическая симфония», «Хореартиум», «Чимарозиана», «Школа танца» (или «Школа танцев»[2])
- Вацлав Нижинский — «Послеполуденный отдых фавна»
- Бронислава Нижинская — «Сто поцелуев»
- Мариус Петипа — «Коппелия» (в постановке Обухова), «Лебединое озеро», «Свадьба Авроры»
- Михаил Фокин — «Бабочки», «Жар-птица», «Золотой петушок», «Золушка», «Карнавал», «Паганини», «Петрушка», «Половецкие пляски», «Призрак розы», «Сильфиды», «Тамара», «Шехеразада»
- Игорь Швецов — «Вечная битва» (мировая премьера)[7]

## Прекращение деятельности
В 1939—1948 и 1951—1952 годах две различные труппы именовалась Оригинальный русский балет. Прибыв в 1947 году в США после многолетних гастролей в Латинской Америке коллектив де Базиля оказался не у дел перед лицом значительных конкурентов — Балле Тиэтра и Русского балета Монте-Карло с ставшим одним из наиболее именитых хореографов Баланчиным. Значительно упала востребованность Оригинального русского балета и в Европе, где его последние выступления прошли в Лондоне, Париже, Брюсселе и городах Испании в 1947—1948 годах, после чего из-за финансовых затруднений передвижной театр прекратил свою активность. Хотя в дальнейшем полковник де Базиль собирал артистов для некоторых выступлений, его усилия по возрождению труппы были тщетны. По данным Е. Я. Суриц, «Василий Григорьевич Воскресенский (полковник де Базиль) скончался 27 июля 1951 года в Париже в возрасте 63 лет, а последний спектакль остатков его труппы состоялся 26 января 1952 года».
После смерти полковника де Базиля попытки возобновления выступлений Оригинального русского балета в Великобритании с октября 1951 по январь 1952 года под руководством Жоржа Кирста и Всеволода Григорьева, режиссёра Сергея Григорьева и балетмейстера Любови Чернышёвой не увенчались успехом. Труппа распалась после финансового краха с окончательным исчезновением компании.

## Значимость
В трудных условиях Второй мировой войны, когда Рене Блюм погиб в концлагере, Василий де Базиль сумел сохранить труппу. Участники коллектива не имели гражданства, пользуясь нансенсовскими паспортами, но берегли свою самобытность, русский язык и православную веру. Григорьев и Чернышёва сохраняли репертуар и давали балетные классы на русском языке. Входящие в труппу артисты не из России зачастую брали русские сценические псевдонимы, а чешского хореографа Иво Псоту называли Ваня.
Е. Я. Суриц писала: «Русские труппы, сформировавшиеся в 1930-х годах, послужили своего рода промежуточным звеном между Русским балетом Дягилева и национальными коллективами. И в этом смысле они, каждая по-своему, сыграли очень большую роль в развитии мировой хореографии». Некоторые артисты Оригинального русского балета оседали в Австралии и странах Латинской Америки, где заложили основы национальных балетов. Так, например, создали школы и собственные коллективы в Австралии В. Борованский, Элен Кирсова, Тамара Чинарова; Нина Вершинина, Татьяна Лескова, Ю. Шабелевский и Игорь Швецов стояли у истоков зарождения балетной школы Бразилии; сформировали собственные школы и труппы А. Леонтьева на Кубе, Д. Ростов — в Перу. Оригинальный русский балет был занят в съёмках фильмов «Выпускной бал» и «Лебединое озеро» 1949 года.